# Kehrli (Familienname)
Kehrli ist ein Schweizer Familienname, als Sippenname aus der Verkleinerungsform des Vornamens Karl entstanden.

## Namensträger
- Jakob Otto Kehrli (1892–1962), Schweizer Jurist und Schriftsteller
- Johannes Kehrli (1774–1854), Schweizer Lehrer, Musiker und Touristiker
- Oli Kehrli (* 1976), Schweizer Liedermacher